# Lafia
Lafia er hovedstad i den nigerianske delstat Nassarawa beliggende i den centrale del af landet. Den har anslået 68.679 indbyggere (2012).
Lafia, der tidligere hed Lafia-Bere-Bere, hørte i det 19. århundrede til Hausariget. Den blev i 1882 besøgt af den tyske afrikaforsker Robert Flegel og havde da omkring 15.000 indbyggere  Under Mohamman Agwe, der regerede fra 1881 til 1903, udviklede Lafias marked til det vigtigste i Benuedalen med en handelsrute til byen Loko, der ligger 90 km mod sydvest. I dag er Lafia forbundet med Port Harcourt med en smalsporet jernbane. Byen har en fodboldklub, Nasarawa United i Nigerias første division.
Lafia og dens omgivelser udgør et af de 13 Local Government Areas (LGA) i delstaten Nassarawa med et areal på 2756.44 km². Ved den forrige folketælling i 1991 havde LGAet 240.656 og en befolkningstæthed på 87 indb/km². I selve byen var der da 79.387 indbyggere.

## Eksterne kilder og henvisninger
1. ↑  World Gazetteer
2. ↑  Lafia-Bere-Bere i Meyers Konversations-Lexikon 1888

8°30′N 8°31′Ø / 8.500°N 8.517°Ø